# 关中八景
关中八景，又名长安八景，是八处关中地区著名的文物风景胜地。关中八景之说形成于明、清。其命名，有些是文人学士赋传记胜，有些则是民间传说。
西安碑林中有一块碑石，用诗和画的形式描述了关中地区的锦绣河山。这块碑石刻于康熙十九年（1680年），作者朱集义，距今已有三百多年的历史。碑面书、画、诗为一体，分十六格，一景一画，即“华岳仙掌、骊山晚照、灞柳风雪、曲江流饮、雁塔晨钟、咸阳古渡、草堂烟雾、太白积雪”。

## 华岳仙掌
关中八景之首“华岳仙掌”是指华山东峰，即朝阳峰危崖上的胜景，崖面宛如一只巨人左手掌迹，五指分明。传说古代黄河有大山阻拦，灾害连年，河神左手托华山，右足蹬中条山，给黄河开辟入海河道，拯救了万民。“仙掌”就是河神托华山时留下的手迹。掌崖上半轮如月，光可鉴人，称“石月”。

## 雁塔晨钟
在今西安南门外，著名历史建筑小雁塔所在的荐福寺内，有一口金明昌三年（即公元1192年）铸的2万多斤重的大铁钟。古时，每日清晨，法师依节奏敲响，声传数十里，成为长安民众日常生活的一个组成部分。

## 骊山晚照
骊山位于西安市临潼区境内，距市区25公里；是秦岭东端的一个支脉，最高峰仁宗庙海拔1256米。“骊”在古汉语里是黑色骏马的意思。古时山上松柏满坡，从远处看去，活象一匹奔腾青骏的骊马立于渭河平原，所以称之为“骊山”。每当夕阳西下，苍山绣岭涂上万道红霞，景色动人，酷似一匹“火焰驹”。因此，就有了这一美景——骊山晚照。

## 曲江流饮
“曲江池”原位于西安市南约5公里之低凹地带。秦隑州（因江水边曲折多变得名）宫苑宜春苑、汉宫苑宜春下苑之故地，内有曲江池，因“其水曲折有似广陵之江，故名之”；宋朝以后逐渐干涸。隋宇文恺设计大兴城时，人工开凿黄渠引义谷水入原曲江扩大而成。唐代此地宫殿连绵，楼阁起伏，每逢上巳（三月三日）、中元（七月十五）、重阳（九月九日），皇室贵族、达官显贵都来此宴乐于。新科进士得中，皇帝在会在曲江池赐宴；进士们将酒杯放在曲流上，杯随水势，流至谁的面前，必须将其饮尽，成为唐时风尚之一。

## 灞柳风雪
在西安东郊灞河沿岸。灞水原名“滋水”，春秋五霸之一的秦穆公称霸时，改名“霸水”后又名为“灞水”，是“八水绕长安”之一，发源于蓝田秦岭山中，流经咸阳时汇入渭河。隋唐时长安广栽柳树，而灞桥又是长安东去的交通要道，人们在此与东去的人依依惜别，并折柳相送。而每当幕春时节，柳絮在微风中纷飞而下，如同冬日飞舞的雪花，故得名“灞柳风雪”。

## 太白积雪
长安西边的太白山兀突险峻、耸秀关中，是秦岭的最高峰，位于眉县、太白、周至三县交界处。主峰仙台海拔3767米，自然保护区有5.4万公顷，距西安120千米。太白山山高云淡、空气稀薄、气候寒冷，终年积雪不化，终年“白雪”皑皑，即使是六月盛暑也依然如故。

## 草堂烟雾
始建于后秦的草堂寺位于秦岭北麓的户县草堂镇草堂营村，寺内竹林中的井常有烟雾冲天而上，并与周遭山岗的水气及寺庙上空缭绕的香烟混为一体，形成“草堂烟雾”的美景。草堂寺被日本的日莲宗视为祖庭。

## 咸阳古渡
咸阳古渡，即原来咸阳的渭河渡口。横贯关中的渭河，从古秦都咸阳旁边流过。据《咸阳地方志》记载，“咸阳古渡”建筑于明嘉靖年间，渡口处建有一座木桥，通陇通蜀，过客众多，为“秦中第一渡”。古桥遗迹，在隐没百年后，于数年前重现人间。而“咸阳古渡”作为古长安通往西北、西南的咽喉要道，处于十分重要的地理位置。那时因交通不发达，摆渡就成了人们最常使用的工具。古时渭水悠悠，两岸民众载舟往返，成为“八景”的组成部分。